# Joey Tribbiani
Joseph Francis Tribbiani (kaldenavn: Joey) (født 9. januar 1968) er en af de seks hovedpersoner i den amerikanske sit-com Venner og hovedpersonen i den efterfølgende spin-off Joey. Rollen spilles af Matt LeBlanc.

## Personlighed
Joey er seriens scorekarl. Han er typen, der får en ny pige med hjem hver nat og dropper hende den næste dag. Joey benytter ofte dette scoretrick: Først et såkaldt elevatorblik (Hvor man betragter kvinden først oppe og siden nede, som en elevator, der går op og ned) efterfulgt af scorereplikken "How you doin'?" ("Hvordan går det så?"). Denne sætning giver Joey tonsvis af dates. I 8. sæson af serien bliver Joey lidt lun på Rachel, der dog afviser ham. Men i sæson 9 på Barbados kysser de og dater i en uges tid. 
Joey er det, man kan kalde langsom i optrækket, og han bruger tit de ekstra ti sekunder på at regne joken ud, hvor alle andre griner. Joey er meget glad for mad, især sandwicher, faktisk så glad, at han engang spiste hele indholdet af sit køleskab i stedet for at smide maden ud, og så har han spist en hel kalkun selv. Joey har en tøjpingvin ved navn "Hugsy", som han elsker meget højt, selvom han lader som om, den ikke betyder noget for ham. Han vil helst ikke have, at Emma leger med Hugsy, men for at bevare sin ære lader han som ingenting, da Rachel sætter Hugsy ned i vuggen til Emma.
Joey er en del af en søskendeflok på otte, hvor han er den eneste mand. Joeys familie, som stammer fra Italien, er langt fra uden problemer. Joey finder nemlig ud af, at hans far er hans mor utro, hvilket hans mor er glad for, da Joeys far så er mere kærlig.
Han bor i starten af serien hos sin bedste ven, Chandler, men da Chandler og Monica beslutter sig for at flytte sammen, bor han alene. I nogle af de sidste sæsoner bor Phoebe en del af et afsnit hos Joey, senere flytter Rachel ind hos Joey sammen med sin og Ross' datter Emma.

## Erhverv
Joey er skuespiller og medvirker i den første del af serien i mindre teaterstykker, men bliver efterfølgende hyret til tv-serien Horton-sagaen. Han bliver hurtig fyret på grund af en dum udtalelse i et sæbeopera-magasin. Han vinder dog sit job som "Dr. Drake Ramoray" tilbage i slutningen af 7. sæson.